# Giuseppe Firrao (Geistlicher, 1736)

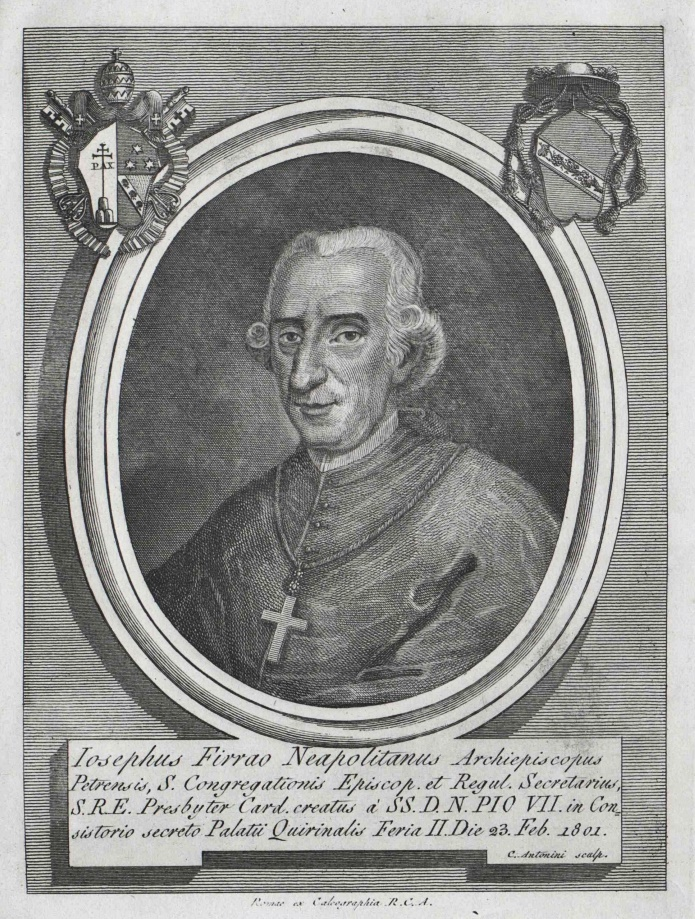
Giuseppe Kardinal Firrao

Giuseppe Firrao (* 20. Juli 1736 in Fagnano Castello; † 24. Januar 1830 in Neapel) war ein italienischer Kardinal.

## Leben
Er wurde in Fagnano Castello (Kalabrien) als Sohn des Pier Maria Firrao, Prinz von Sant’Agata und von Luzi, und der Livia Grillo di Agapito, Herzogin von Mondragone und Gräfin von Carinola, geboren und war ein Großneffe des älteren Kardinals Giuseppe Firrao (1670–1744). Er studierte in Neapel, wechselte für das Studium der Geisteswissenschaften ans Collegio Nazareno und wurde am 25. April 1756 an der Universität La Sapienza im Kanonischen Recht und im Zivilrecht zum Doctor iuris utriusque promoviert. Er empfing die niederen Weihen und wurde am 11. März 1775 zum Subdiakon geweiht. Danach war er Privatkämmerer von Papst Clemens XIII. und ab Juli 1756 Referendar am Tribunal der Apostolischen Signatur. Ab dem Dezember 1759 war er Relator an der Dombauhütte von St. Peter. Im Januar 1761 wurde er zum Vize-Legaten in der Romandiola ernannt, diese Position hatte er bis vor dem 8. Dezember 1766 inne. Seit dem Juli 1766 war er zudem Relator der Sacra Consulta und 1781 deren Dekan. Am 10. März 1782 empfing er die Diakonen- und am 16. März 1782 die Priesterweihe.
Bereits am 25. Februar 1782 war Firrao zum Titularerzbischof von Petra in Palaestina ernannt worden. Die Bischofsweihe spendete ihm am 31. März 1782 in der Kirche Santa Maria ad Martyres in Rom Kardinal Innocenzo Conti; Mitkonsekratoren waren die Kurienerzbischöfe Orazio Mattei und Girolamo Volpi. Firrao wurde sodann am 8. April 1782 zum Nuntius in Venedig bestellt. 
Papst Pius VII. kreierte ihn im Konsistorium vom 23. Februar 1801 zum Kardinal. Firraos Installation als Kardinalpriester von Sant’Eusebio fand am 20. Juli 1801 statt. In der Zeit von 1802 bis 1803 war er Kämmerer des Heiligen Kardinalskollegiums. Der Kardinal nahm teil am Konklave 1823 sowie am Konklave 1829. 
Giuseppe Firrao starb im Alter von 93 Jahren in Neapel und wurde im dortigen Dom Santa Maria Assunta beigesetzt.